# Salukkan Kallang
Salukkan Kallang – jaskinia w Indonezji, położona na wyspie Celebes.
W Salukkan Kallang występuje bogata szata naciekowa.